# 一条ゆかり
一条 ゆかり（いちじょう ゆかり、本名：藤本 典子（ふじもと のりこ）、1949年9月19日 - ）は、日本の漫画家。岡山県玉野市出身。玉野市立玉野商業高等学校卒業。
少女漫画の技法に貢献した。代表作に『デザイナー』『砂の城』『有閑倶楽部』『プライド』等。

## 概要
1960年代終わりから70年代の半ばごろ、少女漫画の華麗な画風の進展をリードした作家。平面的・装飾的とも言えるイラスト的な線によるドラマチックな表現を進めた。当時の発表の場である『りぼん』『りぼんコミック』は当時の少女漫画の前衛的な場の一つともなっていた。
その後も総じて安定した長期の作家活動をしている。コメディ「有閑倶楽部」は長くシリーズ化されたヒット作となっている。

## 略歴
- 6人きょうだい（姉2人兄3人）の末っ子として生まれる[3]。中学時代より精力的に漫画を描き始める。
- 高校1年生時の作品「雨の子ノンちゃん」（若木書房）で単行本デビュー。
- 1967年（昭和42年） - 第1回りぼん新人漫画賞に「雪のセレナーデ」で準入選。
- 1968年（昭和43年） - 同作で再デビュー。同年春に高校を卒業。
- 1969年（昭和44年） - 少女誌での連載を続ける気持ちを固め、上京。
- 1970年（昭和45年） - 『りぼん』にて最初の連載「恋はお手やわらかに」を開始[4]。同年8月号より始めた「風の中のクレオ」がヒット。
- 1972年（昭和47年） - 『りぼん』の別冊付録として『一条ゆかり全集』（全6作）を刊行。その後は「デザイナー」「砂の城」などの作品でヒットを飛ばした。シリアスな作品を執筆する傍らで「こいきな奴ら」「有閑倶楽部」などのコメディ色が強い作品も執筆している。
- 1986年（昭和61年） - 「有閑倶楽部」で第10回講談社漫画賞少女部門受賞。長年に渡って集英社『りぼん』にて執筆していたが、1994年7月創刊号より『コーラス』に移籍して活動[5][注 1]。
  - 長期シリーズ「有閑倶楽部」では「モルダビア怒りの鉄拳」（1994年2月号掲載）が『りぼん』最後[7]。
  - 有閑シリーズ以外では「女ともだち」（1992年1月号掲載）が『りぼん』最後[7]。
- 2007年（平成19年） - 「プライド」で第11回文化庁メディア芸術祭マンガ部門優秀賞を受賞。
- 2008年（平成20年） - 漫画家デビュー40周年を迎えた。同年11月、女性ファッション誌『VOGUE NIPPON』（現・VOGUE JAPAN、コンデナスト・ジャパン）の「VOGUE NIPPON Woman of the Year 2008」を、漫画家として初めて受賞（9人選出されたうちの1人[8][1]）。
- 2014年（平成26年） - 公益社団法人 土木学会 市民普請倶楽部 のプロデュースを行う[9]。
- 2018年（平成30年） - 画業50周年を記念して東京都の弥生美術館にて展覧会「一条ゆかり展」を開催[10]。2019年に愛知県、2021年に福岡県でも同展を開催[10]。
- 2025年（令和7年） - 2月の日本経済新聞「私の履歴書」を執筆[注 2]。

## 人物
- 1987年9月19日から1994年頃、当時、集英社の担当編集者だった男性と結婚していたが[注 3]、その後離婚して独身となる。
なお大の酒好きである元夫の理想の妻は、大酒飲みの気持ちを理解できる同じ酒豪の女性だったので2人は結婚に至り、「何が取り柄になるかわかったもんじゃない」、「私にとって実に都合の良い男」等と一条本人は結婚当時のエッセイにて分析している[注 4][注 5]。

- 「有閑倶楽部」の公式ページに設置されている作品クイズに苦戦。初級レベルで一度間違え、最上級で断念した[15]。

- かなりの食通・愛酒家だが小食である。旅行の行先も食事のおいしいところを選んでおり、メルヘン嫌いも相まってイギリスに行きたくないと語っていた。　好物は牡蠣だが、生牡蠣アレルギーであり、食べると蕁麻疹が出るとのこと[16]。　幼少期は野菜全般が嫌いであり、今もネギや漬物の類は嫌っており、野菜のキムチは嫌悪している（タコキムチなどは好きとのこと）[16]。

- 好きな作家について尋ねられた際、筒井康隆・平井和正・星新一らを挙げている[3]。
- 交流がある著名人は藤沢とおるや吉住渉、俵万智[17]など。

- 弓月光とは同期であり、山下和美、松苗あけみとは旅行を共にするなどの交流がある。

- 『スラムダンク』の三井推しであり、同人誌までチェックするなど「少女漫画の女王」と称される程の人物なのに探究心はとどまることを知らず、漫画家のよしながふみ等はその姿勢に感服している。

- 愛煙家であり、作業場には喫煙ルームがあり、分煙されている[18]。

- 若手の時、先輩少年漫画家から「少女漫画は背景とか適当でいいから楽だな」と言われて悔しい思いをしてから、背景の車等を弓月光、新谷かおる及び聖悠紀に書かせるようにした。一条は彼らをメカ3兄弟とよんでいる[19]

- 2004年の6月に雑誌の締め切り中に緑内障を患う[20]。作業中は時々目が見えなくなることもあるほど悪化しているという[18]。又、この事について新聞のインタビューでも語っていた[20]。

- 作業の前に必ず、花を生ける。生けた花を見ながらアイディアを考えるという。また作業の時は必ず作務衣を着る[18]。

- 左利き。左手に重い腱鞘炎を患っており、ペンを持つ時に左手の人差し指を曲げることが出来ない。痛みを軽減させるため、ネームや下描きの時は右手を使って描くこともある。ただしペン入れだけは利き手である左手で描いている[18]。また、2018年の弥生美術館個展のトークショーでは、10年にわたる休業の結果、腱鞘炎はめきめき良くなっていると発言している。[21]。

- 2022年近況と漫画制作について
  - 6月エッセイ集より：『現在、私は漫画家としては第一線を退いていて、たまにイラストを描いたりしてる程度（P.82）』『2.0あった視力は今や0.3くらいで、おまけに乱視で白内障（これは年だから）。両眼が緑内障で片方はほとんど見えない！　腱鞘炎もあるし…ほぼ廃人コース一直線（悲）。　良いも悪いも漫画家人生は満喫したので何の悔いもありません。（P.184）』『今でこそ健康のために断酒しています（P.194）』『世間的常識を考慮して、70代なら「おばあさん」で仕方ないと自主的に書いたけど…本人にはその自覚はまったくない（P.223）』等と、記述がある[2]。
  - 9月阿川佐和子との対談より：『休筆宣言をしたことはないんですが、そういうことになってて。（P.122-123）』『もう連載のような大きな仕事はしないとは言いました。（P.123）』『（阿川Q:もう一度、漫画を描こうというお気持ちは？に対し）全くない。元々たくさん描こうと思っていなかったんです。だからもうずっと過剰労働で……。（P.123）』等と、本人発言がある[22][23]。

## 作品リスト

### りぼんマスコットコミックス
※　りぼんマスコットコミックスから発行される「全2巻」の作品は通常「前編・後編」であるが、ここでは便宜上「全2巻」の表記を用いる。
- 恋の1・2作戦（1970年、全1巻）
  - 恋の1・2作戦（『りぼん』1970年1月号別冊付録）
  - クロディーヌ・愛を!!（『りぼんコミック』1970年1月号）
  - 雪のセレナーデ（『りぼん』1968年3月号）
- 恋はお手やわらかに（1972年、全1巻）
  - 恋はお手やわらかに（『りぼん』1970年1月号 - 6月号、全6回、初連載作品）
- 風の中のクレオ（1971年、全2巻）
  - 風の中のクレオ（『りぼん』1970年8月号 - 1971年2月号、全7回）
  - 二十日間の恋（『りぼんコミック』1970年6月号、1巻収録）
  - 風の詩（『りぼんコミック』1970年10月号、1巻収録）
  - 100個めの風船（『りぼんコミック』1970年11月号、2巻収録）
  - 夏の終りに（『りぼんコミック』1970年8月号、2巻収録）
- はだしのマドモアゼル（1972年、全1巻）
  - はだしのマドモアゼル（『りぼん』1971年8月号別冊付録）
  - ヘイ! メリアン（『りぼんコミック』1969年6月号）
  - スラックスお嬢さん（『りぼんコミック』1969年9月号）
- さらばジャニス（1972年、全1巻）
  - さらばジャニス（『りぼん』1971年10月号）
  - あいつの夏（『りぼん』1971年5月号・6月号、全2回）
- 恋するお年頃（1973年、全1巻）
  - 恋するお年頃（『りぼんコミック』1971年1月号・2月号）
  - 恋はおまかせ（『りぼんコミック』1970年7月号）
  - プラトニックぶるーす第一番（『りぼん』1971年7月号）
- わらってクイーンベル（1974年、全2巻）
  - わらってクイーンベル（『りぼん』1973年4月号 - 9月号）
  - プレイボーイをやっつけろ（『りぼんコミック』1970年3月号）
  - ラブ♥ゲーム（『りぼん』1973年11月号）
- 雨あがり（1974年、全1巻）
  - 雨あがり（『りぼん』1971年4月号）
  - 女性志願（『りぼん』1973年1月号）
  - セント・マリーの牧師さま（『りぼん』1972年3月号）
- ハートに火をつけて（1975年、全1巻）
  - ハート火をつけて（『りぼん』1973年2月号別冊付録）
  - シェルフィールドの冬（『りぼん』1971年12月号）
  - アミ…男ともだち（『りぼん』1973年3月号）
- こいきな奴ら（1975年・1978年、全2巻）
  - こいきな奴らI ジュディス♥ジュデェス（『りぼん』1974年1月号）
  - こいきな奴らII エスパー狩り（『りぼん』1975年1月号・2月号）
  - こいきな奴らIII 危険がいっぱい（『りぼん』1976年2月号別冊付録）
  - こいきな奴らIV ドーミエ三世の遺産（『りぼん』1977年2月号・3月号）
- ジェミニ（1976年、全1巻）
  - ジェミニ（『りぼん』1975年4月号）
  - ふたりだけの星（『りぼんコミック』1970年5月号）
  - かもめの城（『りぼん』1969年夏休み大増刊号）
  - マドモアゼル由美（『りぼんコミック』1969年5月号）
- ママン・レーヌに首ったけ（1976年、全1巻）
  - ママン♥レーヌに首ったけ（『マーガレット』1975年33号）
  - ラブラブ・ハイスクール（『りぼんコミック』1969年10月号）
  - ミス・キューピット（『りぼんコミック』1969年2月号）
- デザイナー（1976年、全2巻）
  - デザイナー（『りぼん』1974年2月号 - 12月号、全11回）
- ティー♥タイム（1977年、全2巻）
  - ティー♥タイム（『りぼん』1976年5月号 - 11月号、全7回）
  - 彼…（『りぼんコミック』1971年3月号、1巻収録）
  - ジルにご用心（『りぼんコミック』1970年9月号、1巻収録）
  - 花嫁はいかが!?（『りぼんコミック』1969年4月号、2巻収録）
  - 夜のフェアリー（『りぼんコミック』1969年7月号、2巻収録）
- 砂の城（1979年 - 1982年、全7巻）
  - 砂の城 第一部（『りぼん』1977年7月号 - 1979年7月号、全25回）
  - 砂の城 第二部（『りぼん』1980年11月号 - 1981年12月号、全13回）
  - くうちゅう・しばい（『りぼん』1980年9月大増刊号、7巻収録）
- 星降る夜にきかせてよ（1980年、全1巻）
  - 星降る夜にきかせてよ（『りぼん』1977年1月号別冊付録）
  - ハスキーボイスでささやいて（『りぼん』1979年9月号）
- ときめきのシルバー・スター（1981年、全2巻）
  - ときめきのシルバー・スター（『りぼん』1979年11月号 - 1980年8月号、全10回）
  - 果樹園（『りぼん』1980年9月号、2巻収録）
- 有閑倶楽部（1982年 - 2002年、既刊19巻（2010年4月時点））
  - 有閑倶楽部（『りぼんオリジナル』『りぼん』『コーラス』1981年 - 2002年）
  - 失せしわが愛（『りぼん』1972年10月号、2巻収録）
  - 恋唄姫（『りぼんオリジナル』1984年夏の号、5巻収録）
  - 淋しい大人たち（『ぶ〜け』1989年12月号、12巻収録）
  - だからぼくはため息をつく（『コーラス』1993年No.2、14巻収録）
  - 愛でなんか死ねない（『YOUNG YOU』1994年4月号、15巻収録）
  - ピザもガキもデリバリー（『YOUNG YOU』1994年3月号、18巻収録）
  - ドイツ・フランス食物語（『YOUNG YOU』1994年11月号、18巻収録）
- すくらんぶる★えっぐ（1983年、全1巻）
  - すくらんぶる★えっぐ（『りぼん』1982年5月号 - 8月号、全4回）
  - 空のむこう（『りぼん』1982年11月号）
- それすらも日々の果て（1985年、全1巻）
  - それすらも日々の果て（『りぼんオリジナル』1983年秋・冬の号、1984年春・夏の号、全2回）
- シンデレラの階段（1986年、全1巻）
  - シンデレラの階段（『りぼんオリジナル』1985年秋の号）
  - 今宵あなたと踊りたい（『りぼん』1984年11月号）
  - 私が愛した天使（『りぼんオリジナル』1984年冬の号）
- 夢のあとさき（1988年、全1巻）
  - 夢のあとさき（『りぼん』1987年5月号 - 7月号、全3回）
  - 混線レースは2対2（『りぼん』1972年11月号）
- ロマンチックください（1990年、全1巻）
  - ロマンチックください（『りぼん』1988年10月号 - 12月号、全3回）
  - ロマンチックあ・げ・る（『りぼん』1989年8月号・9月号、全2回）
- 女ともだち（1991年・1992年、全3巻）
  - 女ともだち（『りぼん』1990年6月号 - 12月号、1991年6月号 - 1992年1月号、全14回）
  - 氷雨（『りぼん』1972年12月号）

### りぼんデラックスコミックス
- 一条ゆかり長編集（1973年、全3巻）
  - 春は弥生（『りぼん』1972年4月号別冊付録、1巻収録）
  - おとうと（『りぼん』1972年6月号別冊付録、1巻収録）
  - 雨のにおいがする街（『りぼん』1972年8月号別冊付録、2巻収録）
  - 摩耶の葬列（『りぼん』1972年7月号別冊付録、2巻収録）
  - クリスティーナの青い空（『りぼん』1972年5月号別冊付録、3巻収録）
  - 9月のポピィ（『りぼん』1972年9月号別冊付録、3巻収録）

### マーガレットコミックス
- こいきな奴ら PART2（1987年、全1巻）
  - こいきな奴ら PART2 パラノイア・パーティ（『週刊マーガレット』1986年37号 - 41号）
  - こいきな奴ら PART2 デッド・ゾーン（『週刊マーガレット』1986年44号 - 48号）
- 日曜日は一緒に（1988年、全1巻）
  - 日曜日は一緒に（『週刊マーガレット』1987年38 - 42号）
  - 先生はお年ごろ（『りぼん』1968年秋の大増刊号）
  - 兄貴の初恋（『ジュニアコミック』1969年3月号）
- おいしい男の作り方（1989年、全2巻）
  - おいしい男の作り方 PART1（『マーガレット』1988年7号 - 9号）
  - おいしい男の作り方 PART2（『マーガレット』1989年9号 - 13号）

### ぶ〜けコミックス
- 猫でもできる海外旅行（1993年、全1巻）
  - 東方見分録（『ぶ〜け』1990年11月号）
  - 日本に一番ちかい島（『ぶ〜け』1991年2月号）
  - 我々の深き野望（『ぶ〜け』1991年10月号）
  - 猫でもできる海外旅行（『ぶ〜け』1992年4月号）
  - 犬でもできる語学留学（『ぶ〜け』1992年11月号 - 1993年1月号）
  - 外人はあなどれない（『コーラス』1993年No.3）
- うそつきな唇（1994年、全1巻）
  - うそつきな唇（『ぶ〜け』1993年10月号 - 12月号、全3回）
  - 犬を飼いましょう（『ぶ〜け』1993年5月号）

### ヤングユーコミックス
- 恋のめまい愛の傷（1995年、全2巻）
  - 恋のめまい 愛の傷（『コーラス』1994年7月号 - 1995年3月号、全8回）
  - マダムゆかりのダマールな日々（『YOUNG YOU』1994年2月号、1巻収録）
  - 今年の夏は寒かった!!（『コーラス』1994年2月号、2巻収録）
- 正しい恋愛のススメ（1996年 - 1998年、全5巻）
  - 正しい恋愛のススメ（『コーラス』1995年10月号 - 1998年11月号、全25回）
  - 正しい恋愛のススメ -特別番外編-（『コーラス』1996年4月号、1巻収録）
  - メイキング・オブ「正しい恋愛のススメ」（『コーラス』1997年1月号、3巻収録）
  - 隣の幸福（『YOUNG YOU』1995年10月号、5巻収録）
- 天使のツラノカワ（2000年 - 2002年、全5巻）
  - 天使のツラノカワ（『コーラス』1999年10月号 - 2002年3月号、全27回）
  - メイキング・オブ「天使のツラノカワ」（『コーラス』2000年11月号、3巻収録）

### クイーンズコミックス
- 一条ゆかり THE BEST（2001年、全1巻）
  - 収録作品：「淋しい大人たち」「だからぼくはため息をつく」「犬を飼いましょう」「愛でなんか死ねない」
- プライド（2003年 - 2010年、全12巻）
  - プライド（『コーラス』2003年2月号 - 2010年2月号、全72回）
  - あいじんなんにんできるかな♪（『コーラス』1996年9月号、1巻収録）
  - 無閑倶楽部 有閑倶楽部×プライドコラボスペシャル（『コーラス』2007年12月号、11巻収録）

### イラスト集
- 『一条ゆかりデビュー30周年イラスト集』集英社〈集英社愛蔵版コミックス〉、1998年（1998年10月10日発行）。ISBN 4-08-782025-4。
- 『THE一条ゆかり：集英社デビュー50周年イラスト集』集英社〈愛蔵版コミックス〉、2018年（2018年9月30日発行）。ISBN 978-4-08-792033-8。

### その他
- 一条さんちのお献立て（1990年、全1巻）
  - 1980年代に『マーガレット』に掲載された旅行記、エッセイ、書き下ろしの対談などを収録
- 5愛のルール（2003年、集英社漫画文庫、全1巻）
  - 1975年に『りぼん』に連載されたが第一部終わりのまま単行本未収録だった作品。未完。1980年のエッセイ風コミック「くうちゅう・しばい」併録。
- 不倫、それは峠の茶屋に似ている たるんだ心に一喝!! 一条ゆかりの金言集（2022年6月 集英社） - エッセイ集，全223頁。漫画『その後の有閑倶楽部』3作（4頁＋4頁＋8頁）も収録。ISBN 978-4-08-333168-8（紙書籍発行より約1ヶ月後に電子版も配信）。

## イラスト提供
- アクロン（2009年） - CM中イラストとして、オリジナルキャラクターの「洗濯ヨシ子」を描いている。[24]

## 出演番組等
- 趣味百科 少女コミックを描く（1991年4月2日 NHK教育） - 「アトリエ訪問」コーナーに登場。
- BSマンガ夜話（NHK BS2）- 以下の回にゲスト出演
  - 『SLAM DUNK』1997年1月7日
  - 『動物のお医者さん』1997年5月27日
  - 『エースをねらえ!』1999年7月17日
  - 『正しい恋愛のススメ』2000年10月31日（本人出演なし、ゲストは大江千里とわかぎえふ）
  - 『おいしい関係』2002年2月28日
  - 『エリート狂走曲』2003年2月25日

- ソロモン流（2006年4月9日、テレビ東京） - 「少女漫画の女王の華麗なる私生活と苦悩」と題し、作業場を公開するなど密着取材に応えた。

- ほびーワールド計画 #33（2008年4月、関西テレビ☆京都チャンネル） - 川久保拓司が京都取材に同行し、漫画家一条ゆかり・『有閑倶楽部』の誕生秘話、『プライド』の魅力についてインタビューした。

- ノージーのひらめき工房 （2013年7月6日、Eテレ）
- グレーテルのかまど（2020年2月3日、Eテレ）
- 阿川佐和子のこの人に会いたい 第1408回「漫画家　一条ゆかり」、週刊文春、2022年9月8日号、頁118－123。# 対談

## 関連人物

### 編集者
- 佐治輝久 - デビューさせてくれた『りぼん』の編集者

### 漫画家
- 弓月光 - 第1回りぼん新人賞の同期受賞者で友人。

### アシスタント
- 内田善美
- おおやちき
- 松苗あけみ
- 風間宏子